# Phoma humicola
Phoma humicola är en lavart som beskrevs av J.C. Gilman & E.V. Abbott 1927. Phoma humicola ingår i släktet Phoma, ordningen Pleosporales, klassen Dothideomycetes, divisionen sporsäcksvampar och riket svampar.   Inga underarter finns listade i Catalogue of Life.